# Wojtyniów
Wojtyniów – wieś w Polsce, położona w województwie świętokrzyskim, w powiecie skarżyskim, w gminie Bliżyn. W roku 2011 było 500 mieszkańców.
Przez wieś przebiega zielony szlak pieszy w kierunku rezerwatu Dalejów i do Zagnańska.
W latach 1975–1998 miejscowość administracyjnie należała do województwa kieleckiego.
Wierni Kościoła rzymskokatolickiego należą do parafii św. Ludwika w Bliżynie.

## Integralne części wsi
| SIMC    | Nazwa      | Rodzaj    |
| ------- | ---------- | --------- |
| 0228996 | Pastwiska  | część wsi |
| 0229004 | Za Rzeką   | część wsi |
| 0229010 | Zatartacze | część wsi |
| 0229027 | Żabów      | część wsi |

## Historia
Wojtyniów w wieku XIX opisano jako wieś przy ujściu rzeki Kamelska do Kamiennej w ówczesnym powiecie koneckim w gminie Bliżyn, parafii Odrowąż, odległą od Końskich o 27 wiorst.
W roku 1827 wieś liczyła 14 domów i 111 mieszkańców.
W roku 1885 Wojtyniów miał 26 domów i 153 mieszkańców na 162 morgach włościańskich i 4 dworskich.
Wieś ta wchodziła w skład dóbr Blizin (Bliżyn). Istniała tu kuźnica żelazna wodna na Kamiennej, w latach 1823–1840 funkcjonująca jako fabryka żelaza. Produkowała surowiec na potrzeby wielkiego pieca w Bliżynie.